# 최강희의 야간비행
《최강희의 야간비행》는 대한민국의 방송국인 한국방송공사의 라디오 채널 KBS Cool FM(수도권 89.1MHz)에서 2011년 11월 7일부터 2012년 11월 4일까지 매일 밤 12시부터 오전 2시까지 방송된 라디오 방송이다. 유희열의 라디오 천국 진행자 최강희는 2011년 1월 개편으로 5년만에 최강희의 볼륨을 높여요로 DJ직에 복귀한지 10개월만에 시간을 옮겼다.

## 매일 코너
- 필름 카메라
- 잘 지내나요
- 새벽 편의점
- 오늘은 어떤 일이 있었나요

## 요일별 코너
- 월요일 : 조조할인 With 조태준, 조정치
- 화요일 : Fly to the 문자
- 수요일 : 이토록 뜨거운 순간 With 김형중, 오지은
- 목요일 : 골목끝 음반가게 With 소란
- 금요일 : 밤의 피크닉
- 토요일 : 힐링 라디오
- 일요일 : 지도에도 없는 마을

## 같이 보기
- KBS 쿨FM